# Azlan Shah
Azlan Muhibbuddin Shah (ur. 19 kwietnia 1928, zm. 28 maja 2014) – sułtan stanu Perak (od 1984), król Malezji (Yang di-Pertuan Agong) w latach 1989–1994. Z wykształcenia prawnik. Ojciec trzech córek i dwóch synów (w tym następcy tronu - Nazrin Shaha).  W okresie jego rządów zakończono poprzez traktaty pokojowe drugie powstanie malajskie i powstanie w Sarawaku, które na długie lata zdestabilizowały sytuację w kraju.